# 聖克萊爾 (明尼蘇達州)
聖克萊爾（英語：St. Clair）是一個位於美國明尼蘇達州布盧厄斯縣的城市。

## 人口
根據2020年美國人口普查的數據，聖克萊爾的面積為1.68平方千米，當中陸地面積為1.68平方千米，而水域面積為0.00平方千米。當地共有人口750人，而人口密度為每平方千米446人。